# Beleg van Kerpen
Het Beleg van Kerpen was een belegering van het door Geuzen bezette kasteel van Kerpen, een Brabantse enclave midden in het keurvorstendom Keulen. De belegering werd uitgevoerd door troepen van Modragón tijdens de Tachtigjarige Oorlog. Na een beleg van vier dagen werd het kasteel door middel van een bestorming ingenomen.

## Aanloop
Het kasteel was bezit van de hertogen van Brabant. Door de dood van Karel viel Brabant en daarmee ook de heerlijkheid Kerpen onder de Spaanse koning. Karels opvolger, Filips II van Spanje verpandde Kerpen aan de heren van Aelsdorf en vanaf 1513 aan de graven van Nassau. Gelderse troepen vielen de heerlijkheid binnen en plunderden en vernielden de kerk van het plaatsje. In 1578 werd het kasteel door Staatsen ingenomen. De plaats en de kerk werden daarbij afgebrand en het omliggende land viel ten prooi aan brandschatting. Kapitein Biel (uit Utrecht) deed (oorspronkelijk) dienst in het Staatse leger onder graaf Lodewijk van Nassau. Na de inname van het kasteel van Kerpen had Biel de overste Bloem, die namens het Spaanse Rijk zijn gezag uitoefende in de heerlijkheid, laten wurgen en ophangen.

## Beleg
Op 7 januari 1579 werd het kasteel van Kerpen bij Jülich, door een leger van achtduizend soldaten van Alexander Farnese aangevallen. Aan het hoofd van dit leger stonden Octavio Gonzaga en Modragón. Het grootste deel van het Staatse garnizoen was die dag afwezig, dus kapitein Biel was met een klein deel daarvan (ongeveer vijfenveertig man) op het kasteel achtergebleven. De Spanjaarden kwamen het kasteel opeisen waarop Biel antwoordde: "Niets anders voor ze te hebben dan kruit en lood". De Spanjaarden brachten twaalf stuks geschut naar het kasteel. Ze bestookten het kasteel de hele dag daarmee. De volgende dag werd het kasteel bestormd en ingenomen. Zevenendertig bezetters werden naakt en ruggelings aan elkaar vastgebonden en in de bomen opgehangen om dood te vriezen, de rest inclusief kapitein Biel werden opgehangen in de poort van het kasteel. Biel werd op dezelfde plaats opgehangen waar Biel de koningsgezinde Bloem opgehangen had.

## Nasleep
De rest van het garnizoen moet naar het noorden zijn getrokken. Aartshertog Matthias waarschuwde op 23 januari de Staten van Gelre en Zutphen dat stadhouders Johan van Nassau en Rennenberg op hun hoede moeten zijn en zond ook versterkingen in de vorm van soldaten.